# Bet Szikma
Bet Szikma (hebr. בית שקמה) – moszaw położony w samorządzie regionu Chof Aszkelon, w Dystrykcie Południowym, w Izraelu.
Leży na nadmorskiej równinie w północno-zachodniej części pustyni Negew, w otoczeniu miasta Aszkelon, moszawów Maszen, Kochaw Micha’el, Talme Jafe, Ge’a i Mawki’im, oraz wioski Bat Hadar.

## Historia
Pierwotnie w miejscu tym znajdowała się arabska wioska Al-Dżijja, która została wyludniona i zniszczona podczas wojny o niepodległość w dniu 4 listopada 1948.
Współczesny moszaw został założony w 1950 przez żydowskich imigrantów z Maroka i Libii. Nazwano go na cześć rosnących tutaj dużych drzew figowca sykomory.
20 września 1954 palestyńscy terroryści zastrzelili dwóch mieszkańców wioski w tutejszym sadzie. Miejsce to jest upamiętnione pomnikiem. Prawdopodobnie atak ten został przeprowadzony przy współpracy sił specjalnych egipskiego wywiadu.

## Kultura i sport
W moszawie znajduje się dom kultury oraz boisko do piłki nożnej.

## Gospodarka
Gospodarka moszawu opiera się na intensywnym rolnictwie oraz uprawach w szklarniach.

## Komunikacja
Przez moszaw przebiega droga nr 3412 , którą jadąc na południe dojedzie się do moszawów Talme Jafe i Ge’a, natomiast jadąc na zachód dojedzie się do drogi ekspresowej nr 4  (Erez–Kefar Rosz ha-Nikra).